# Peter Hall
Peter Reginald Frederick Hall, född 22 november 1930 i Bury St Edmunds i Suffolk, död 11 september 2017 i London, var en brittisk (engelsk) teaterregissör och teaterchef.

## Biografi
Peter Hall studerade vid St Catharine's College vid University of Cambridge där han tog en Master of Arts 1953. I Cambridge regisserade han studentteater. Han debuterade som professionell regissör 1953 med The Letter av W. Somerset Maugham på Theatre Royal i Windsor utanför London. 1954–1956 var han engagerad som regiassistent och senare regissör vid Arts Theatre i Londons West End där han 1955 regisserade den brittiska premiären på Samuel Becketts Waiting for Godot (I väntan på Godot). På Arts Theatre introducerade han även Eugène Ionesco i Storbritannien med uppsättningen av dennes The Lesson (La leçon/Lektionen). 1956 engagerades han vid Shakespeare Memorial Theatre i Stratford-upon-Avon. I Stratford grundade han 1960 Royal Shakespeare Company (RSC) tillsammans med bland andra John Barton som han studerat tillsammans med i Cambridge och Peter Brook. 1960–1968 var han kompaniets teaterchef och stannade därefter till 1973 som fast regissör. En av hans mest uppmärksammade uppsättningar var The Wars of the Roses (Rosornas krig) 1963 som bestod av William Shakespeares Henry VI (Henrik VI) och Richard III i bearbetning av John Barton. Som nytillträdd chef öppnade han Aldwych Theatre i West End 1960 som RSC:s fasta scen i London. Där regisserade han 1965 urpremiären av Harold Pinters The Homecoming (Hemkomsten). 1973–1988 var han chef för Royal National Theatre och ledde flytten från Old Vic till det nya teaterhuset vid South Bank med tre scener 1977. På National Theatre regisserade han bland annat urpremiärerna av Pinters No Man’s Land (Ingen mans land) 1975 och Peter Shaffers Amadeus 1979 och avslutade 1988 med Shakespeares tre sena tragikomedier The Winter’s Tale (En vintersaga), Cymbeline och The Tempest (Stormen). 1984–1990 var han konstnärlig ledare för Glyndebourne Festival Opera och 1989–1996 tillsammans med Alan Ayckbourn för Theatre Royal Haymarket. 1997 grundade han sin egen teatergrupp Peter Hall Company som han ledde till 2011. 1997 regisserade han en uppmärksammad ny version av Becketts Godot. 2007 blev han konstnärlig ledare för den nyöppnade elisabetanska teatern The Rose i Kingston i sydvästra London som invigdes med Halls uppsättning av Anton Tjechovs Uncle Vanya (Onkel Vanja). I samband med att han fyllde åttio år återvände han till National Theatre för att regissera Shakespeares Twelfth Night (Trettondagsafton). Vid sidan av teater har Peter Hall även regisserat film och opera, inte bara i Glyndebourne utan även på Bayreuthfestspelen i Bayern. Peter Hall har uttryckt sin syn på teater i volymerna Exposed by the mask : form and language in drama 2000 och Shakespeare's advice to the players 2003. Han mottog Brittiska imperieorden 1963 och adlades 1977. 2011 drog han sig tillbaka efter att ha diagnosticerats med demens.